# 131 Tauri
131 Tauri är en pulserande variabel stjärna av Delta Scuti-typ (DSCT:) i Oxens stjärnbild.
131 Tau har visuell magnitud +5,72 utan någon fastställd amplitud eller periodicitet.